# Gianni La Commare
Gianni La Commare (Messina, 6 novembre 1937 – Civita Castellana, 23 ottobre 2018) è stato un cantante italiano.

## Biografia
A 16 anni partecipa alla trasmissione radiofonica Il microfono è vostro presentata da Nunzio Filogamo e vince il Microfono d'argento.
Prese parte quindi a il Campanile d'oro, un programma che vedeva confronti artistici tra le regioni d'Italia presentato da Lidia Pasqualini ed Enzo Tortora: nella finale di Palermo concorre alla vittoria della Sicilia.
Nel 1961, appena diplomato in ragioneria, lascia Messina per trasferirsi a Roma, dove inizia a esibirsi nei migliori night-club della capitale: Rupe Tarpea, Capriccio, Grotte del Piccione, Biblioteca del Teatro Valle e altri, locali frequentati dai personaggi famosi dell'ambiente cinematografico ed artistico.
Ebbe così il modo di conoscere cantanti quali Bruno Lauzi, Sergio Endrigo, Fred Bongusto, Johnny Dorelli, Arturo Testa, Mino Reitano, Rino Gaetano, Gianni Morandi, Claudio Villa.
Gianni Ravera gli propose di partecipare alle selezioni del Festival di Castrocaro 1962, che Gianni La Commare vinse insieme a Eugenia Foligatti.
Dopo aver firmato un contratto discografico con la CGD, partecipò al Festival di Sanremo 1963 con la canzone Non sapevo. Successivamente di trasferì negli USA e in Canada, dove tenne concerti in grandi teatri a New York, Filadelfia, Detroit, Boston, Chicago e Toronto. Partecipò poi al Festival della Canzone Mediterranea di Barcellona nel 1965, scelto dalla Rai in rappresentanza dell'Italia.
Tornato in Italia nel 1978, la Rai, che lo aveva assunto quale suo cantante, attraverso il maestro Guido Cergoli, gli affidò lo spartito di Che cosa c'è composto da Gino Paoli e il gruppo Sugar Music riunì un'orchestra diretta da Angel Pocho Gatti per realizzare il suo secondo disco; il brano fece subito presa al punto tale che successivamente vollero inciderlo sia Ornella Vanoni che lo stesso Gino Paoli.
Con il maestro Mario Robbiani, che era il consulente musicale di Mina, intrattenne una stretta collaborazione per oltre un anno, con concerti a Radio Lugano e Radio Capodistria. Lasciata la CGD, passò all'etichetta Vis Radio, dove con la direzione orchestrale del maestro Gino Conte realizzò brani di gusto raffinato come Castelli di sabbia e Bellissima, con la quale partecipò a Un disco per l'estate 1965.
Fu protagonista in trasmissioni televisive Rai quali Settevoci, Domenica in, La vita in diretta e altre con l'orchestra dei maestri Enrico Simonetti, Roberto Pregadio e Gianni Ferrio.
Dopo l'esperienza musicale realizzò con il suocero Tonino Cacciuottolo (uno dei più grandi tecnici del suono della cinematografia italiana) uno studio di registrazione, di doppiaggio cinematografico e di realizzazione di colonne musicali ed effetti sonori per il cinema, che venne utilizzato da registi quali Mario Monicelli, Federico Fellini, Alberto Lattuada e molti altri.
Visse gli ultimi anni della sua vita a Rignano Flaminio.

## Discografia parziale

### 33 giri
- 1963: 6ª Sagra della Canzone Nova (PCC, PCC MLP 1003; raccolta con altri interpreti)

### 45 giri
- 1963: Vai, pioggia vai/Insieme (Galleria del Corso, GC 079)
- 1963: Non sapevo/Com'è piccolo il cielo (Galleria del Corso, GC 080)
- 1963: Che cosa c'è?/Amami di più (Galleria del Corso, GC 098)
- 1964: Senza parole/Fino a quando... avrai bisogno di me (Vis Radio, VLMQN 056291)
- 1965: Bellissima/Questo io ricordo di te (Vis Radio, VLMQN 056305)
- 1966: È una parola/Se veramente mi vuoi bene (Vis Radio, VLMQN 056340)
- 1970: Prendi per la mano la luna/Dietro i tuoi passi (Kansas, DM 1134)